# Tankiz
Sayf-ad-Din Tankiz al-Hussamí an-Nassirí fou un mameluc egipci, governador de Damasc del setembre de 1312 al 1340.
Era un militar mameluc guàrdia de corps d'al-Màlik an-Nàssir Muhàmmad ibn Qalàwun. Va combatre els mongols a la província de Síria i va esdevenir nàïb as-sàltana d'aquest territori el setembre del 1312. Va conservar la confiança del sultà al que visitava cada dos anys al Caire, on va rebre molts honors i regals. Va fer reconèixer la seva autoritat als amirs (caps militars) locals. Va treballar molt i molt bé per Damasc que va canviar la seva fisonomia urbana; el 1317 va construir una mesquita en la qual va construir el seu mausoleu, i posteriorment va reformar la gran mesquita, va construir un Dir al-Hadith, nou hammans, i el mausoleu de Sitt Sutayta (la seva esposa, morta el 1330) amb un ribat per a dones (el mausoleu i ribat, després del 1330). El seu fill Alí fou nomenat amir el 1336, i algun dels fills de Tankiz es va casar amb filles del sultà. Fou gairebé un virrei sobirà de Síria.
Durant la seva època va actuar a la ciutat de Damasc el reformador musulmà Ibn Taymiyya, i va viure l'historiador as-Safadí.
Al-Maqrizí diu que planejava enderrocar al sultà, però que aquest en va tenir notícia i fou arrestat el juny de 1340 i empresonat a Alexandria, on va morir executat poc després, possiblement el juliol.